# الدیا پروتستانت
الدیا پروتستانت (به اسپانیایی: Aldea Protestante) یک منطقهٔ مسکونی در آرژانتین است که در ایالت انتره ریوز واقع شده‌است.